# دیتمار کونستانتینی
دیتمار کونستانتینی (انگلیسی: Dietmar Constantini; ۳۰ مهٔ ۱۹۵۵ – ۱۸ دسامبر ۲۰۲۴) بازیکن و مربی فوتبال اهل اتریش بود.
از باشگاه‌هایی که در آن بازی کرده است می‌توان به باشگاه فوتبال کاوالا و باشگاه فوتبال لاسک اشاره کرد.
وی همچنین در تیم ملی فوتبال زیر ۱۸ سال اتریش بازی کرده است.